# Aspelta reibischi
Aspelta reibischi är en hjuldjursart som först beskrevs av Adolf Remane 1929.  Aspelta reibischi ingår i släktet Aspelta och familjen Dicranophoridae. Arten är reproducerande i Sverige. Inga underarter finns listade i Catalogue of Life.